# 卡姆登广场
卡姆登广场（Camden Square）是英国伦敦卡姆登区一个长方形的城市广场，平行于卡姆登中心以北的卡姆登路。它有一个游乐场和遛狗区，在北端是卡姆登广场圣保罗堂（St Paul's Church, Camden Square），在南端是伦敦爱尔兰中心。

## 名人
艾米·怀恩豪斯和奥兰多·杰威都在该广场出生和死去。西非学生会曾设于此。印度政治家V. K.梅农从1924年到1947年住在这里。2012年5月，怀恩豪斯的家人将其生活和死去的房屋上市交易，以270万英镑成交。